# Badecla argentinensis
Espèce
Badecla argentinensis est une espèce de papillons de la famille des Lycaenidae, de la sous-famille des Theclinae et du genre Badecla.

## Dénomination
Badecla argentinensis a été décrit par Kurt Johnson (d) et Karl Ritter Kroenlein (d) en 1993 sous le nom de Pendentus argentinensis.
Synonyme : Lamprospilus argentinensis ; Angulopis puntalaraensis Canals & Johnson, 2000.

## Description
Badecla argentinensis est un petit papillon aux pattes et aux antennes cerclés de blanc et noir, avec deux fines courtes queues à chaque aile postérieure.
Le dessus est de couleur marron foncé.
Le revers est marron plus clair avec l'aire basale presque noire.

## Écologie et distribution
Badecla argentinensis réside en Argentine.

### Protection
Pas de statut de protection particulier.